# Аґнес Джереті
Аґнес Джереті (англ. Agnes Geraghty, 26 листопада 1907 — 1 березня 1974) — американська плавчиня.
Призерка Олімпійських Ігор 1924 року, учасниця 1928 року.